# Eurya loquaiana
Eurya loquaiana är en tvåhjärtbladig växtart som beskrevs av Stephen Troyte Dunn. Eurya loquaiana ingår i släktet Eurya och familjen Pentaphylacaceae. Utöver nominatformen finns också underarten E. l. aureopunctata.